# ノーマ・ジーン (象)
ノーマ・ジーン（Norma Jean、1942年 - 1972年7月17日）は、アメリカ合衆国のサーカスで飼育されていたメスのアジアゾウである。この象は、村の広場で立ち木に鎖で繋がれていたときに落雷の一撃を受けて死亡した。

## 生涯
ノーマ・ジーンは重量およそ6,500ポンドのメス象で、小規模なサーカスのクラーク・アンド・ウォルターズ・サーカス（Clark and Walters Circus）の看板スターだった。ノーマ・ジーンはクラーク・アンド・ウォルターズ・サーカスとともに小さな町や村を巡業し、子供たちの人気を集めていた。
1972年7月17日、サーカスの一座はイリノイ州の小村オクアウカ（en:Oquawka, Illinois）に滞在していた。その日は朝方から天候が悪く、雷を伴った夏の嵐が猛威をふるっていた。このような悪天候の中で、ノーマ・ジーンは村の広場に一本だけあった立ち木に鎖で繋がれていた。サーカスで象のトレーナーを務めていたポッサム・レッド（Possum Red）が鎖を外そうとしたまさにその瞬間、真っ暗な空から雷が落ちてきて、ノーマ・ジーンの繋がれていた立ち木を直撃した。落雷の衝撃でポッサム・レッドは30フィートも弾き飛ばされ、ノーマ・ジーンは死んでしまった。
ノーマ・ジーンの遺骸はイリノイ州当局の許可を得た上で、事故の現場となった立ち木の傍に掘られた深さ12フィートの穴の中に埋められた。看板スターのノーマ・ジーンを失ったクラーク・アンド・ウォルターズ・サーカスは、1年後に廃業を余儀なくされた。
ノーマ・ジーンが埋められた事故現場は、暫くの間何の目印もない状態で放置されていた。後に地域の薬剤師で既に一線を退いていたウェード・メローン（Wade Meloan）という人物が主導して、数年間にわたって基金を集めた上でこの象の墓碑を事故現場に建立した。メローンは、荒れ放題だった地面に芝生を敷き詰め、柵をめぐらせ植栽を整えるなどして、事故現場の整備に尽力した。1977年に完成したノーマ・ジーンの墓碑は、2トン近い重量の石灰石製で12フィートの高さがあり、墓碑に付属するガラスケースの中には、この象に関する新聞記事などの思い出の品が展示された。墓碑の上部には、コンクリートでできた小さな象のモニュメントが飾られた。この墓碑はオクアウカの名所となり、観光客の目的地の一つとなった。
なお、ノーマ・ジーンについては、毎年8月に開催されるオクアウカの夏祭りで記念行事が行われている。